# 涙の乗車券 (カーペンターズのアルバム)
涙の乗車券（なみだのじょうしゃけん、原題："Ticket to Ride"）は1969年11月15日にカーペンターズが発表したアルバム（LP盤）である。発表当初は『オファリング』（原題："Offering"）であった。日本盤の初回発売時にはB面冒頭に「遥かなる影」が追加収録され、邦題も『遙かなる影/カーペンターズ・デビュー』とされた。後にCD盤も発売されている。

## 概要

### 収録曲
Side 1
1. 祈り（原題：Invocation）
作詞：ジョン・ベティス、作曲：リチャード・カーペンター
賛美歌調の曲。曲の最後にofferingという歌詞が出てくる。
2. ワンダフル・パレード（原題：Your Wonderful Parade）
作詞・作曲：リチャード・カーペンター
行進曲風の曲。冒頭にリンカーンのゲティスバーグ演説の一部を引用した演説調の台詞が出てくる。
3. いつの日か愛に（原題：Someday）
作詞：ジョン・ベティス、作曲：リチャード・カーペンター
4. ゲット・トゥゲザー（原題：Get Together）
作詞：ジョン・ベティス、作曲：リチャード・カーペンター
当時ヒットしていたヤングブラッズの「Let's Get Together」（作詞・作曲：Williams Chester Powers Jr., Dino Valente）を、ベティスとリチャードが改詞・編曲したもの。
5. 私のすべてをあなたに（原題：All of My Life）
作詞・作曲：リチャード・カーペンター
6. ターン・アウェイ（原題：Turn Away）
作詞：ジョン・ベティス、作曲：リチャード・カーペンター

Side 2
1. 涙の乗車券（原題：Ticket to Ride）
作詞・作曲：ジョン・レノン、ポール・マッカートニー
改題後のアルバムと同名の曲で、ビートルズのオリジナル曲。
2. 恐れないで（原題：Don't Be Afraid）
作詞・作曲：リチャード・カーペンター
3. 何んになるの（2000年にリリースされたデジタル・リマスター版では『何になるの』となっている）（原題：What's The Use）
作詞：ジョン・ベティス、作曲：リチャード・カーペンター
4. オール・アイ・キャン・ドゥー（原題：All I Can Do）
作詞：ジョン・ベティス、作曲：リチャード・カーペンター
5. 眠れない夜（原題：Eve）
作詞：ジョン・ベティス、作曲：リチャード・カーペンター
6. 歌うのをやめた私（原題：Nowadays Clancy Can't Even Sing）
作詞・作曲：ニール・ヤング
バッファロー・スプリングフィールドのデビュー・シングル（ファースト・アルバムにも収録。リード・ボーカルはリッチー・フューレイ）のカバー。
7. 神の祝福を（原題：Benediction）
作詞：ジョン・ベティス、作曲：リチャード・カーペンター
冒頭の「祈り」同様に賛美歌調の曲。

### アルバムの特徴
後年のアルバムと大きく違う点はオリジナル曲を多用していることであり、「涙の乗車券」と「歌うのをやめた私」（および実質的に「ゲット・トゥゲザー」）以外は、すべてオリジナルである。また、収録曲のうち、「ワンダフル・パレード」、「ゲット・トゥゲザー」、「ターン・アウェイ」、「何になるの」、「歌うのをやめた私」の5曲がリチャード・カーペンターのリードヴォーカルである。
全曲でカレン・カーペンターがドラムを担当している。

### 結果
最高は全米150位であった。

### 改題の理由
後年リチャード・カーペンターは、「最初の写真は酷いものだった。写真を変えて欲しいけど、それを言ったらレコード会社に嫌われ、契約を打ち切られるのではないかと恐れた。その後スターダムに乗れたので、言いやすくなったと思い、改題を申し入れた。そのついでに（本来の目的の）写真の入れ替えも行った。」と言っている。
最初の写真はジャケット用に撮影されたものではなく、レコード会社の近所で撮られたただのスナップだった。